# Крестоны
Крестоны (англ. Crestones) — группа из четырёх гор высотой более 4268 метров (14000 футов), расположенная в горном хребте Сангр де Кристо возле одноимённого городка Крестон штат Колорадо. Крестоны включают в себя:
- Крестон Пик — 4359 м. (наивысшая гора как Крестонов, так и всей Крестонской группы)
- Крестон Нидл[англ.] — 4327 м.
- Кит Карсон[англ.] — 4317 м. (плюс 2 — 4 несамостоятельные горные вершины)
- Пик Гумбольдт[англ.] — 4287 м.

Брокен Ханд Пик (англ. Broken Hand Peak) к юго-востоку от Крестон Нидл, также входит в состав Крестонов, но его высота чуть ниже 14000 футов, 4,137 метров. Гора Адамс, 4246 метров, является примечательной горой к северу от Крестонов, но в их состав не входит.

## Восхождения
Снег, как правило, сходит в начале июля. В конце июля и августе альпиниста могут ожидать дождь, град и молнии от сезонного муссона.
Крестон Пик и Крестон Нидл оценивается как класс 3 по Йосамитской десятичной системе с некоторой долей воздействия высоты (англ. Exposure). Крестон Пик имеет значительную опасность камнепада.
Кит Карсон — это треккинг (класс 2 по Йосамитской десятичной системе), но только при условии, что маршрут соблюдается в точности. На этой горе погибло больше людей, чем на более высоких Крестон Пик и Крестон Нидл. Челленджер Пойнт (4294 м.) и Колумбия Пойнт (4255 м.) являются подпиками горы Кит Карсон. Ещё два подпика, Кити Кэт Карсон (англ. Kitty Kat Carson) и Зэ Проу (англ. The Prow) по данным разных источников, или подпики Кит Карсона, или самостоятельные вершины.
Гумбольдт Пик — самый простой из четырёх пиков, на этот пик существует обычный треккинговый маршрут. Иногда Гумбольдт не включают в состав Крестонов, альтернативное этой группы гор — Тритетоны (англ. The Three Tetons).
Обратите внимание, что Крестон Пик и Крестон Нидл несколько более технические вершины, чем многие четырёхтысячники Колорадо, при восхождении рекомендуется осторожность. В среднем на Кретонах погибает один человек в год, иногда это опытные альпинисты.